# Раш (округ, Индиана)
Раш (англ. Rush County) — округ в штате Индиана, США. Официально образован в 1822 году. По состоянию на 2010 год, численность населения составляла 17 392 человека.

## История
Основан в 1822 году. Как и столица, округ Раш был назван в честь доктора Бенджамина Раша, подписавшего Декларацию независимости США.

## География
По данным Бюро переписи США, общая площадь округа равняется 1 057,912 км2, из которых 1 057,032 км2 суша и 0,881 км2 или 0,080 % это водоёмы.

## Население
По данным переписи населения 2000 года в округе проживает 18 261 жителей в составе 6 923 домашних хозяйств и 5 046 семей. Плотность населения составляет 17,00 человек на км2. На территории округа насчитывается 7 337 жилых строений, при плотности застройки около 7,00-ми строений на км2. Расовый состав населения: белые — 97,69 %, афроамериканцы — 0,60 %, коренные американцы (индейцы) — 0,16 %, азиаты — 0,47 %, гавайцы — 0,02 %, представители других рас — 0,25 %, представители двух или более рас — 0,82 %. Испаноязычные составляли 0,50 % населения независимо от расы.
В составе 34,30 % из общего числа домашних хозяйств проживают дети в возрасте до 18 лет, 60,80 % домашних хозяйств представляют собой супружеские пары проживающие вместе, 8,40 % домашних хозяйств представляют собой одиноких женщин без супруга, 27,10 % домашних хозяйств не имеют отношения к семьям, 23,30 % домашних хозяйств состоят из одного человека, 11,30 % домашних хозяйств состоят из престарелых (65 лет и старше), проживающих в одиночестве. Средний размер домашнего хозяйства составляет 2,60 человека, и средний размер семьи 3,06 человека.
Возрастной состав округа: 26,70 % моложе 18 лет, 7,50 % от 18 до 24, 28,90 % от 25 до 44, 22,20 % от 45 до 64 и 22,20 % от 65 и старше. Средний возраст жителя округа 37 лет. На каждые 100 женщин приходится 96,60 мужчин. На каждые 100 женщин старше 18 лет приходится 93,20 мужчин.
Средний доход на домохозяйство в округе составлял 38 152 USD, на семью — 42 633 USD. Среднестатистический заработок мужчины был 32 491 USD против 22 101 USD для женщины. Доход на душу населения составлял 17 997 USD. Около 5,50 % семей и 7,30 % общего населения находились ниже черты бедности, в том числе — 7,00 % молодежи (тех, кому ещё не исполнилось 18 лет) и 11,40 % тех, кому было уже больше 65 лет.